# San Giovanni Apostolo (UPL di Palermo)
San Giovanni Apostolo, noto anche come CEP (acronimo di Centro Espansione Periferica), è un'unità di primo livello di Palermo, oggi parte della VI circoscrizione. 
In tale suddivisione amministrativa è cresciuto il calciatore Salvatore Schillaci, capocannoniere del campionato del mondo 1990.

## Geografia fisica
La suddivisione amministrativa di San Giovanni Apostolo sorge nella periferia nord-occidentale della città e occupa un'area che si integra e sovrappone con il quartiere di Cruillas, fino alle falde di Monte Cuccio. Risulta limitrofo al quartiere di Borgo Nuovo, al quale è simile per caratteristiche urbanistiche e con cui condivide le problematiche tipiche delle periferie urbane.

## Storia
Il Centro Espansione Periferica fa parte dei quartieri di case popolari costruiti in molte città italiane tra la fine degli anni Quaranta e gli anni Sessanta del Novecento, periodo in cui su tutto il territorio nazionale vennero sovvenzionati numerosi progetti per fornire alloggi accessibili a famiglie a basso reddito. Sorse tra il 1964 e il 1968 grazie ai finanziamenti di INA-Casa, della Legge Tupini e della Legge n.640/54. Insieme ad altri quartieri popolari progettati nello stesso decennio, venne concepito come un nucleo abitativo autosufficiente e del tutto separato rispetto al resto del tessuto urbano.   
La realizzazione del CEP avvenne tramite un intervento su un ampio spazio agricolo posto alle falde del Monte Cuccio, che come molti terreni della vecchia campagna palermitana venne lottizzato senza riguardo verso le architetture e i fondi preesistenti, nonché verso l'integrità del paesaggio e delle risorse naturali. Questo fenomeno di speculazione edilizia prese poi il nome di "sacco di Palermo". 
In seguito al terremoto del Belice del 1968 - causa dello sfollamento di oltre 90.000 siciliani, tra cui molte famiglie palermitane appartenenti alle classi sociali più deboli - numerose case non ancora ultimate vennero occupate abusivamente. Il fenomeno delle occupazioni interessò anche le residenze in costruzione nell'ampliamento del quartiere ZEN (comunemente noto come ZEN 2), Borgo Nuovo e altre zone di edilizia residenziale pubblica sorte attorno alla città. 
Malgrado le sue tante criticità sociali, il quartiere ha conosciuto grande notorietà grazie alle imprese calcistiche di Salvatore Schillaci, detto Totò, capocannoniere del campionato del mondo 1990 e secondo nella classifica del Pallone d'oro nello stesso anno. Cresciuto in questo quartiere, appartenente ad una famiglia di umili origini, Schillaci è diventato un simbolo di riscatto sociale per l'intera comunità.
A seguito della sua morte, avvenuta il 18 settembre 2024, il feretro di Schillaci è stato traslato per un ultimo saluto al CEP prima dello svolgimento dei funerali tenutisi nella cattedrale di Palermo il 20 settembre. Nel giugno 2025, nel quartiere è stato inaugurato un grande murale dedicato a Schillaci, opera dell'artista Igor Scalisi Palminteri.
Il rione popolare di San Giovanni Apostolo manifesta tutt'oggi condizioni di disagio legate al degrado architettonico di alcuni immobili, alla mancanza o scarsa efficienza di molte opere urbanistiche e alla netta separazione rispetto al resto del tessuto urbano, elementi che hanno contribuito al senso di ghettizzazione del nucleo residenziale.

## Monumenti e luoghi di interesse

### Architetture religiose
All'interno del quartiere sorge la chiesa di San Giovanni Apostolo, progettata nel 1965 dall'architetto Giuseppe Spatrisano su commissione del cardinale Ernesto Ruffini. L'edificio, caratterizzato da una forte presenza monumentale, venne ultimato in due fasi nel 1978 e nel 1986, dopo complesse vicende di gestazione. 

## Infrastrutture e trasporti

### Mobilità urbana
Le linee AMAT per la viabilità di San Giovanni Apostolo sono la 513, la 625 e la linea 3 della rete tranviaria.